# Zungenbändchenpiercing
Ein Zungenbändchenpiercing ist ein Piercing durch das Zungenbändchen (Frenulum linguae), an dem der untere, mittlere Teil der Zunge mit dem Boden der Mundhöhle verwachsen ist. 

## Schmuck
Sowohl ein Barbell als auch ein Ball Closure Ring sind für den Einsatz geeignet. Üblicherweise wird besonders kleiner Piercingschmuck eingesetzt, da hier nicht viel Gewebe zum Durchstechen oder Dehnen vorhanden ist und größerer Schmuck Zähne und Zahnfleisch schädigen kann.

## Heilung und Pflege
Es ist ein einfaches Piercing, sowohl beim Stechen als auch bei der Heilung. Die Möglichkeit dieses Piercings ist abhängig von der Anatomie des Trägers und kann nicht bei jedem durchgeführt werden.
Wie auch andere Schleimhautpiercings verheilt das Piercing durch das Zungenbändchen oft schnell und problemlos. Jedoch sollte während dieser Zeit auf Alkohol, Zigaretten und Oralverkehr verzichtet werden und der Mund nach dem Essen ausgespült werden. Um verstärkte Plaque-Bildung zu verhindern, ist auch nach dem vollständigen Abheilen besondere Zahnpflege erforderlich.

## Risiken
Der getragene Schmuck kann sowohl mit den Zähnen als auch mit dem Zahnfleisch in Kontakt kommen, was dauerhaft zu Schäden des Zahnschmelzes und Rückbildung des Zahnfleisches führen kann. Bei unsachgemäßer Platzierung des Piercings kann die Speicheldrüse unterhalb der Zunge getroffen werden. Wie auch bei anderen Piercings im Mundbereich kann sich öffnender Schmuck verschluckt werden. Auch besteht die Gefahr, dass der Schmuck vom Körper abgewiesen wird und über einen längeren Zeitraum hinweg herauswächst.